# Guido Tomassucci
Guido Tomassucci detto Bonito Da Silva (Trevignano Romano, 1º gennaio 1968) è un fantino italiano.

## Carriera al Palio di Siena
Il suo esordio in Piazza del Campo è dell'agosto 1986 con la Selva, ma Bonito entra nella storia del Palio nel 1987 con il cavallo Vipera, a soli 19 anni, ancora sotto i colori della Selva.
Il 2 luglio 1987 partono prime Oca e Pantera, seguite da Istrice e Chiocciola. Alla prima Curva di San Martino, si decide il Palio: Cianchino cade cercando di stringere la traiettoria e causa le cadute di Pantera, Oca e Chiocciola.
Da quel momento la corsa non ha più storia: Bonito da Silva e Vipera (partiti di rincorsa) fanno gara di testa e concludono in testa il Palio.
Bonito da Silva ha smesso di correre il Palio di Siena nel luglio del 2004. Vanta comunque diciannove partecipazioni, pur senza riuscire più a vincere dopo l'esaltante trionfo del 1987.

## Presenze al Palio di Siena
Le vittorie sono evidenziate ed indicate in neretto.
| Palio          | Contrada | Cavallo     | Note   |
| -------------- | -------- | ----------- | ------ |
| 16 agosto 1986 | Selva    | Paco        | scosso |
| 2 luglio 1987  | Selva    | Vipera      |        |
| 16 agosto 1987 | Selva    | Ciriaco III |        |
| 2 luglio 1988  | Istrice  | Fogarizzu   | scosso |
| 16 agosto 1988 | Tartuca  | Lobelia     | scosso |
| 16 agosto 1989 | Istrice  | Chartreuse  |        |
| 2 luglio 1990  | Istrice  | Fogarizzu   |        |
| 16 agosto 1990 | Leocorno | Benito III  | scosso |
| 3 luglio 1991  | Selva    | Siecolo     | scosso |
| 16 agosto 1991 | Oca      | Figaro      |        |
| 3 luglio 1992  | Istrice  | Figaro      |        |
| 16 agosto 1992 | Istrice  | Zucchero    |        |
| 2 luglio 1993  | Selva    | Pinturetta  | scosso |
| 16 agosto 1993 | Onda     | Zucchero    | scosso |
| 16 agosto 1994 | Onda     | Pippinella  |        |
| 16 agosto 1995 | Istrice  | Samurai     |        |
| 16 agosto 1998 | Selva    | Tapioca II  |        |
| 2 luglio 2000  | Torre    | Zenubbia    | scosso |
| 2 luglio 2004  | Selva    | Alesandra   |        |